# Arquitectura omeya

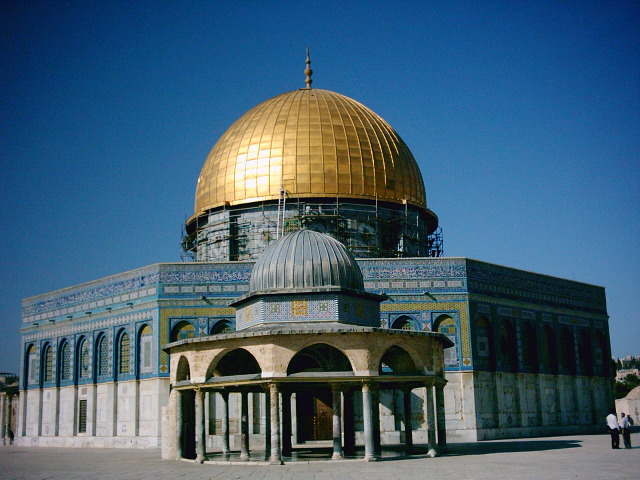
Cúpula de la Roca en Jerusalén.

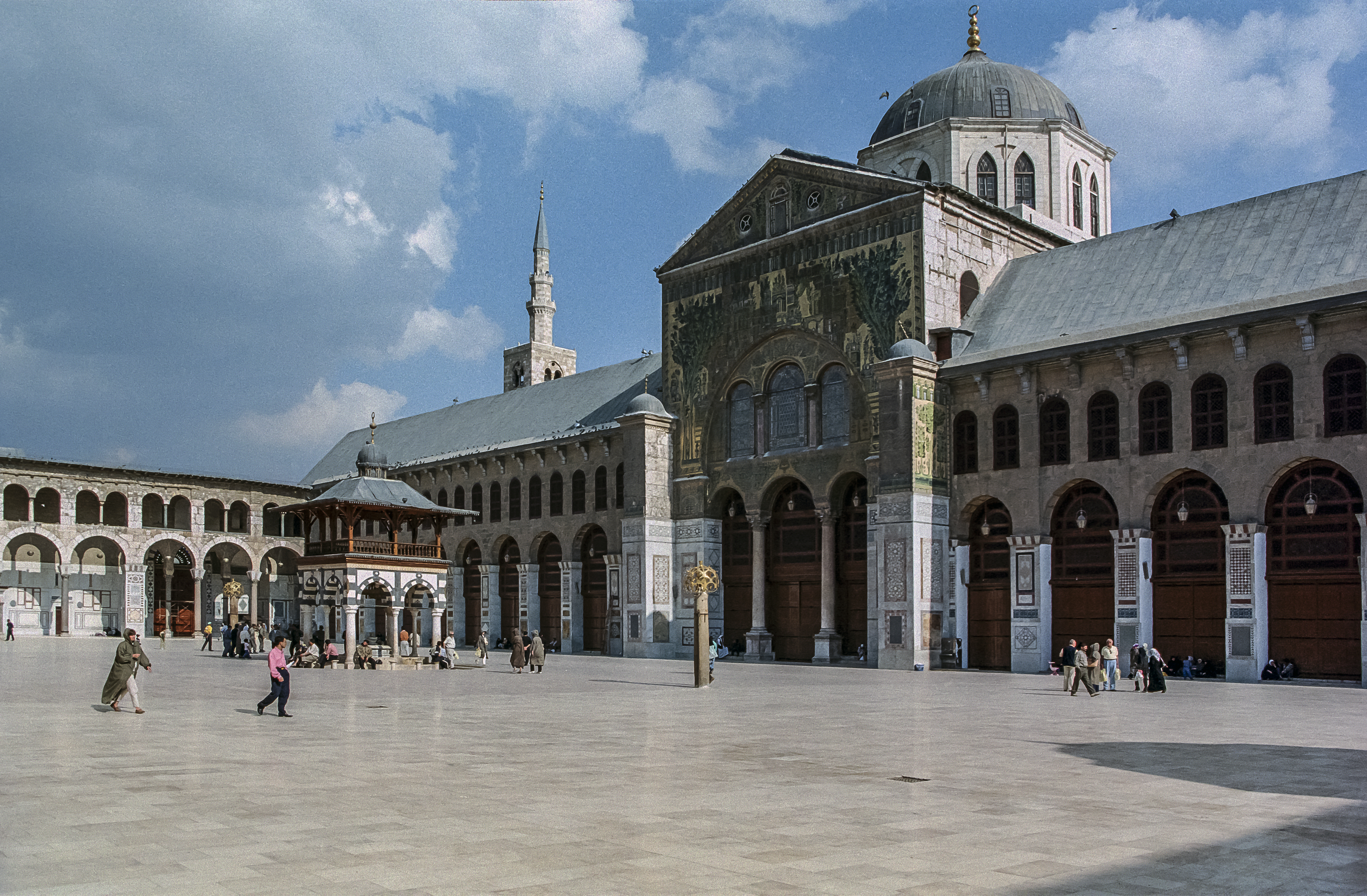
Fachada de Mezquita de los Omeyas en Damasco.

La arquitectura omeya se desarrolló en el Califato omeya entre el 661 y el 750, principalmente en su corazón, en las actuales Siria y Palestina. Se basó extensamente en la arquitectura de otras civilizaciones de Oriente Medio y del imperio bizantino, pero introdujo innovaciones en la decoración y nuevos tipos de construcción, como las mezquitas con mihrab y los alminares.
Fue bajo los omeyas cuando realmente nació la arquitectura religiosa musulmana, empezando por la Cúpula de la Roca. Este monumento tan particular, construido en el lugar del Templo de Salomón, es, según el arqueólogo Oleg Grabar, «el primer monumento que quiso ser una gran creación estética del Islam». También fue bajo los Omeyas cuando se estableció el tipo de mezquita de planta árabe. El arquetipo y obra maestra es la gran mezquita de los Omeyas de Damasco, realizada durante el reinado de al-Walīd I, entre 705 y 715, donde se utilizó por primera vez tanto el mihrab como el nicho que marca la qibla. La disposición de tres naves cubiertas y paralelas al muro de la qibla y la disposición de un gran patio porticado exterior, la hicieron un modelo a seguir en construcciones posteriores. Otros ejemplos incluyen la Gran Mezquita de Kairouan y la Gran Mezquita de Alepo. Algunos de estos edificios reflejan la diversidad cultural y étnica del Califato, como la Gran Mezquita de los Omeyas, en cuya construcción participaron cientos de artesanos griegos, persas, coptos e indios.
También se desarrolla la arquitectura civil, a través de los castillos del desierto. Muchos de ellos se erigieron en las llanuras áridas pero previamente extremadamente verdes y fértiles de Siria. Cumpliendo diferentes funciones (caravasares, residencias de príncipes o gobernadores, etc.), presentan plantas variadas, pero características comunes.
La decoración arquitectónica todavía depende mucho del arquitectura bizantina, como demuestra la frecuente reutilización de columnas antiguas o mosaicos con fondo dorado, a veces realizados por artistas bizantinos, a veces por artesanos locales que los imitaban. La pintura mural también estuvo muy desarrollada, como en Qusair Amra, y se conocen esculturas en estuco, casi las únicas esculturas de bulto redondo en todo el arte musulmán.

Ejemplos notables de la arquitectura omeya
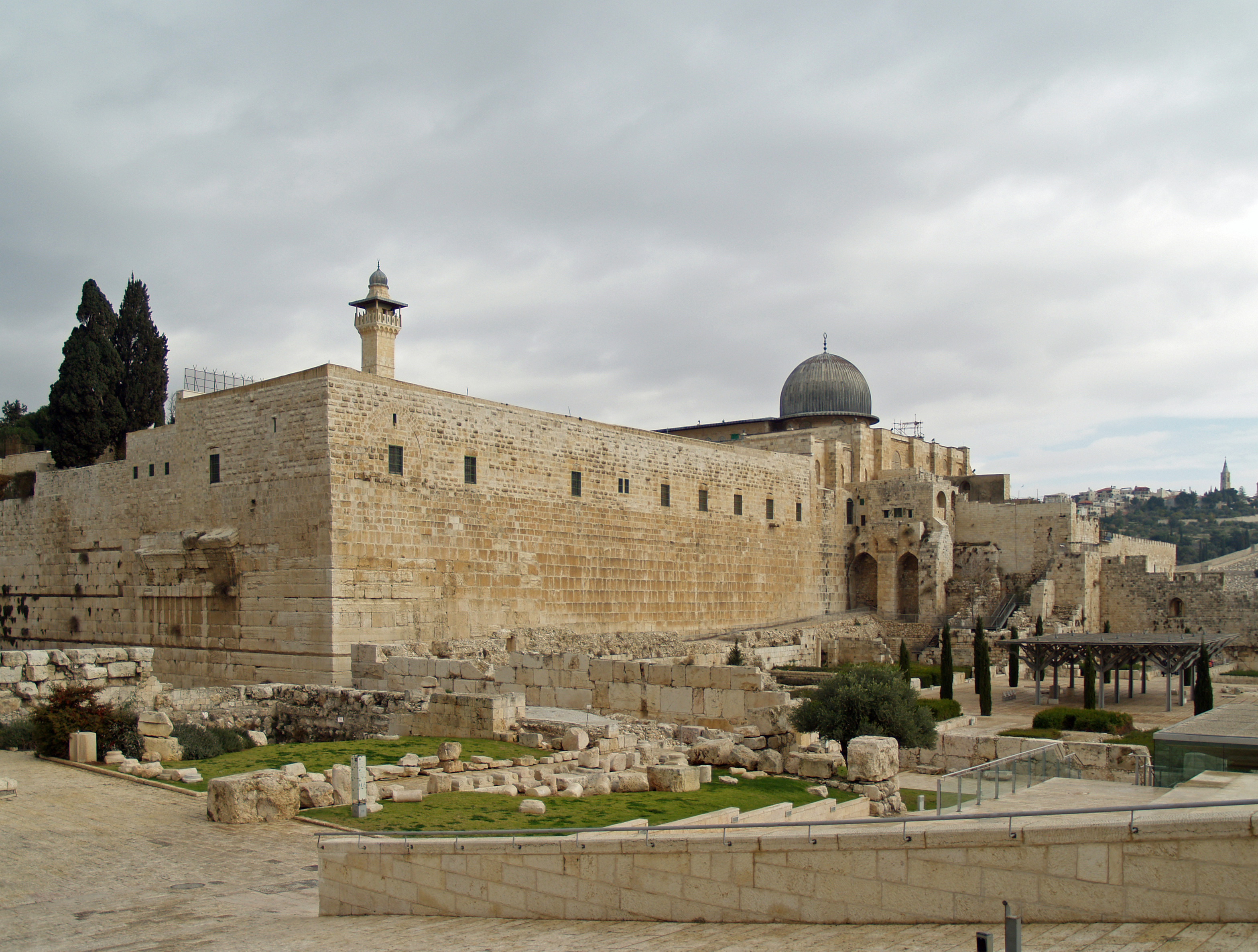
Mezquita de Al-Aqsa en Jerusalén.
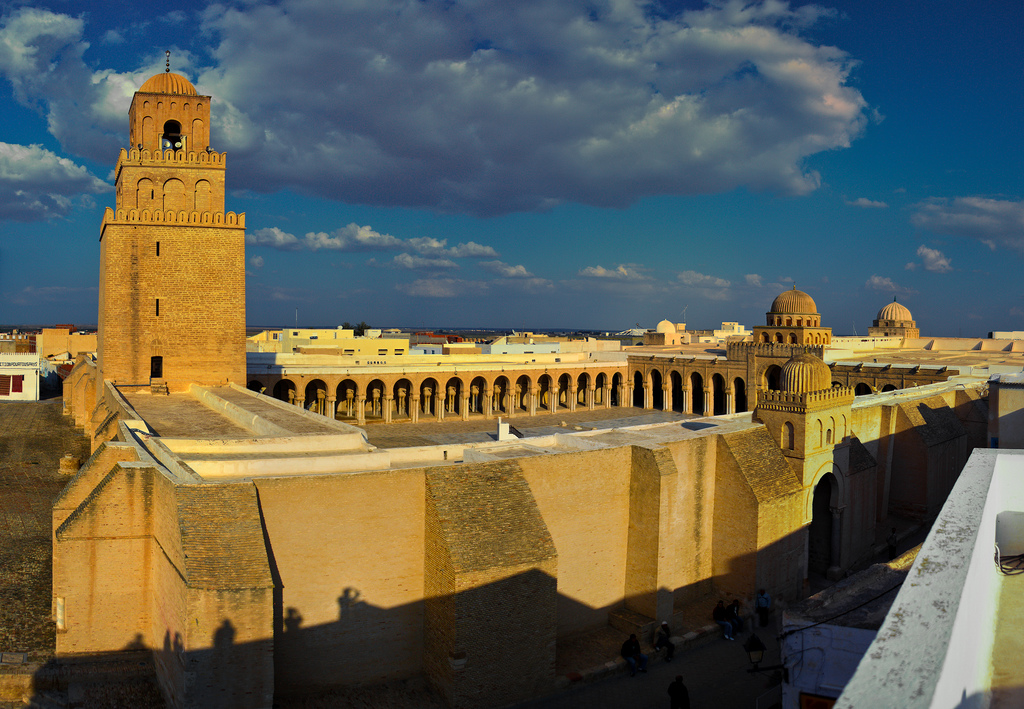
Gran Mezquita de Kairuán en Túnez.
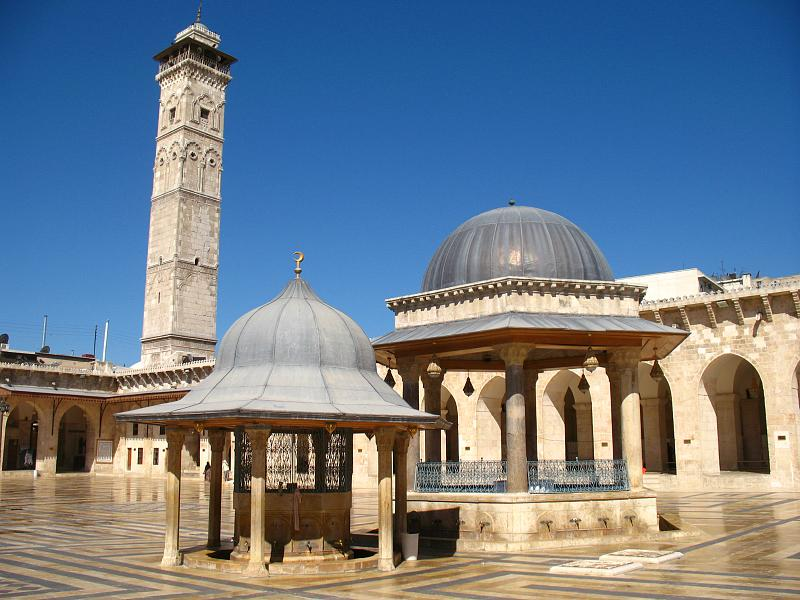
Gran Mezquita de Alepo después de su renovación, destruida en 2013.
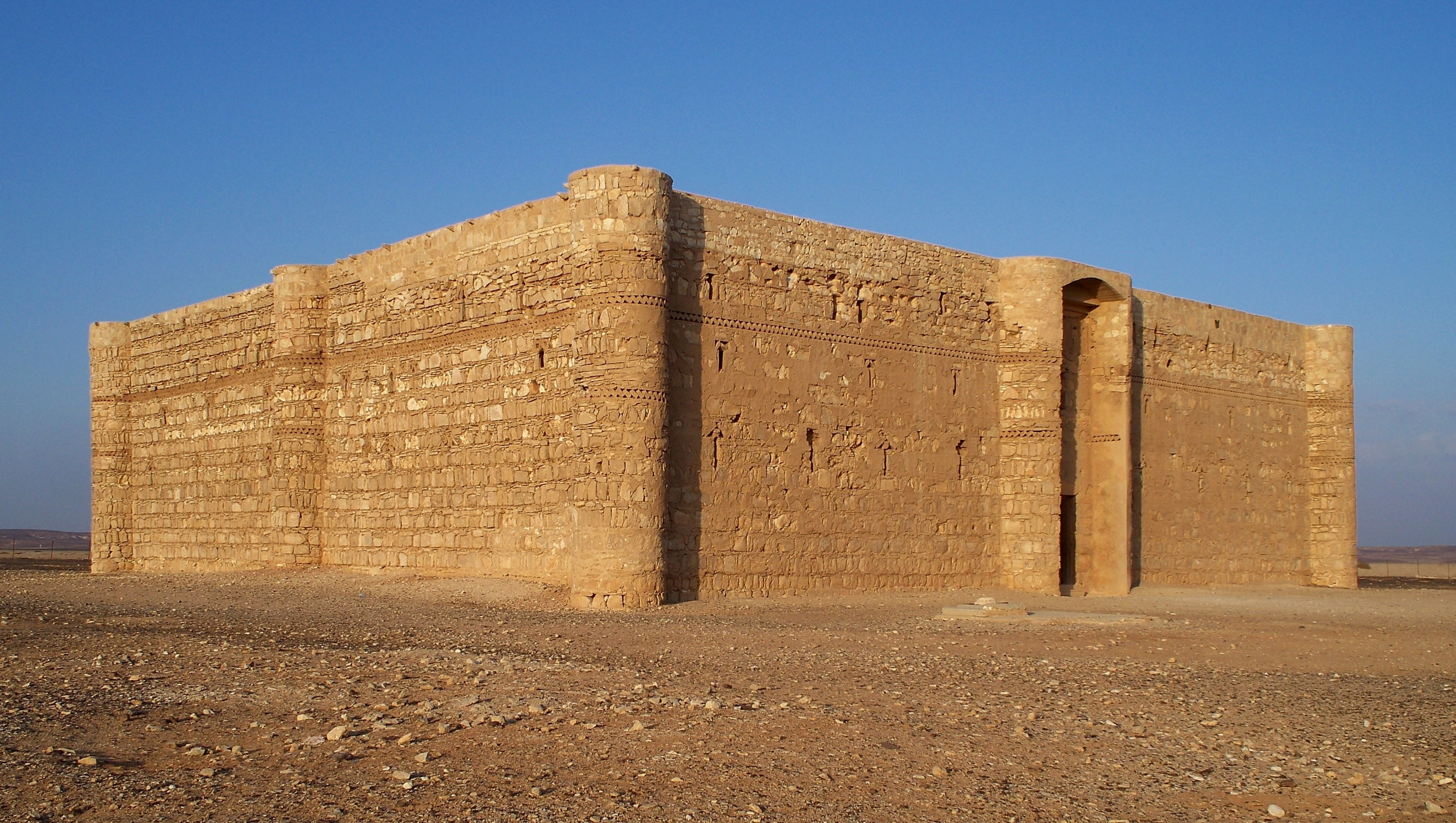
Qasr Kharana, Jordania.

## Antecedentes históricos
El califato omeya fue establecido en 661 después de que Ali Ibn Abi Tálib, el yerno de Mahoma, fuera asesinado en Kufa. Muawiya ibn Abi Sufyán, gobernador de Siria, se convirtió en el primer califa omeya. Los Omeyas hicieron de Damasco su capital. Bajo el mandato de los Omeyas el imperio árabe continuó expandiéndose, y extendiéndose finalmente en Asia Central y en el este de las fronteras de India, en el sur del Yemen, la costa atlántica, lo que ahora es Marruecos y la península ibérica en el oeste. Los omeyas construyeron nuevas ciudades, a menudo campamentos militares no fortificados que proporcionaron bases para futuras conquistas. Wasit, Irak fue uno de los más importantes, e incluía una mezquita cuadrada de viernes con techo hipóstilo.
El imperio era secular y tolerante con las costumbres existentes en las tierras conquistadas, creando resentimiento entre quienes buscaban un estado más teocrático. En el 747 comenzó una revolución en Khorasan, en el este. En el 750, los omayas habían sido derrocados por los abbasíes, que trasladaron la capital a Mesopotamia. Una rama de la dinastía omeya continuó gobernando en Iberia hasta 1051.

## Estilos arquitectónicos

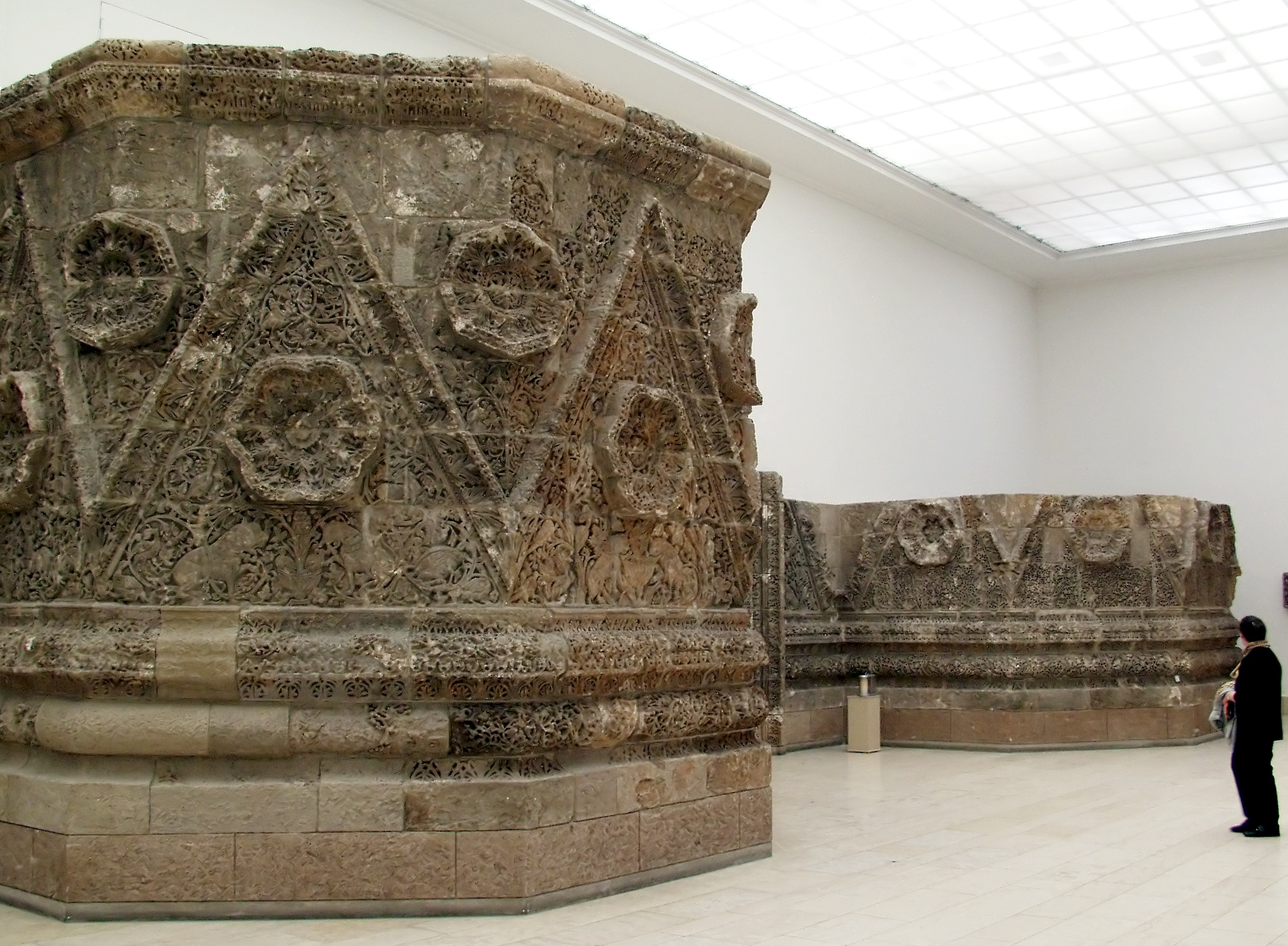
Parte de la fachada del Qusair Mushatta de Jordania, ahora en el Museo de Pérgamo de Berlín.

Casi todos los monumentos del período omeya que han sobrevivido están en Siria y Palestina. El santuario de la Cúpula de la Roca en Jerusalén es el edificio islámico más antiguo que ha sobrevivido.
Los omeyas adoptaron las técnicas de construcción de los imperios bizantino y sasánida. A menudo reutilizaban edificios existentes. Hubo alguna innovación en la decoración y en los tipos de construcción. La mayoría de los edificios en Siria eran de mampostería de sillar de alta calidad, utilizando grandes bloques estrechamente unidos, a veces con tallado en la fachada. Las bóvedas de cañón de piedra únicamente se usaban para techar pequeñas partes. Los techos de madera se utilizaron para tramos más grandes, con madera en Siria traída de los bosques del Líbano. Estos techos generalmente tenían pendientes poco profundas y descansaban sobre vigas de madera. Se construyeron cúpulas de madera para la Mezquita de Al-Aqsa y la Cúpula de la Roca, ambas en Jerusalén. Ladrillo cocido y ladrillo de barro crudo fueron utilizados en Mesopotamia, debido a la falta de piedra. Donde se utilizó el ladrillo en Siria, el trabajo fue en el mejor estilo de Mesopotamia en lugar del estilo bizantino más crudo.
Los omeyas usaban trabajadores locales y arquitectos. Algunos de sus edificios no pueden distinguirse de los del régimen anterior. Sin embargo, en muchos casos los elementos orientales y occidentales se combinaron para dar un nuevo estilo islámico distintivo. Por ejemplo, las paredes de Qusair Mushatta están construidas con piedra tallada a la manera siria, las bóvedas son de diseño mesopotámico y los elementos coptos y bizantinos aparecen en la talla decorativa. El arco de herradura aparece por primera vez en la arquitectura omeya, para luego evolucionar a su forma más avanzada en al-Ándalus. La arquitectura omeya se distingue por la extensión y variedad de la decoración, incluidos los mosaicos, la pintura mural, la escultura y los relieves esculpidos con motivos islámicos.

## Castillos del desierto

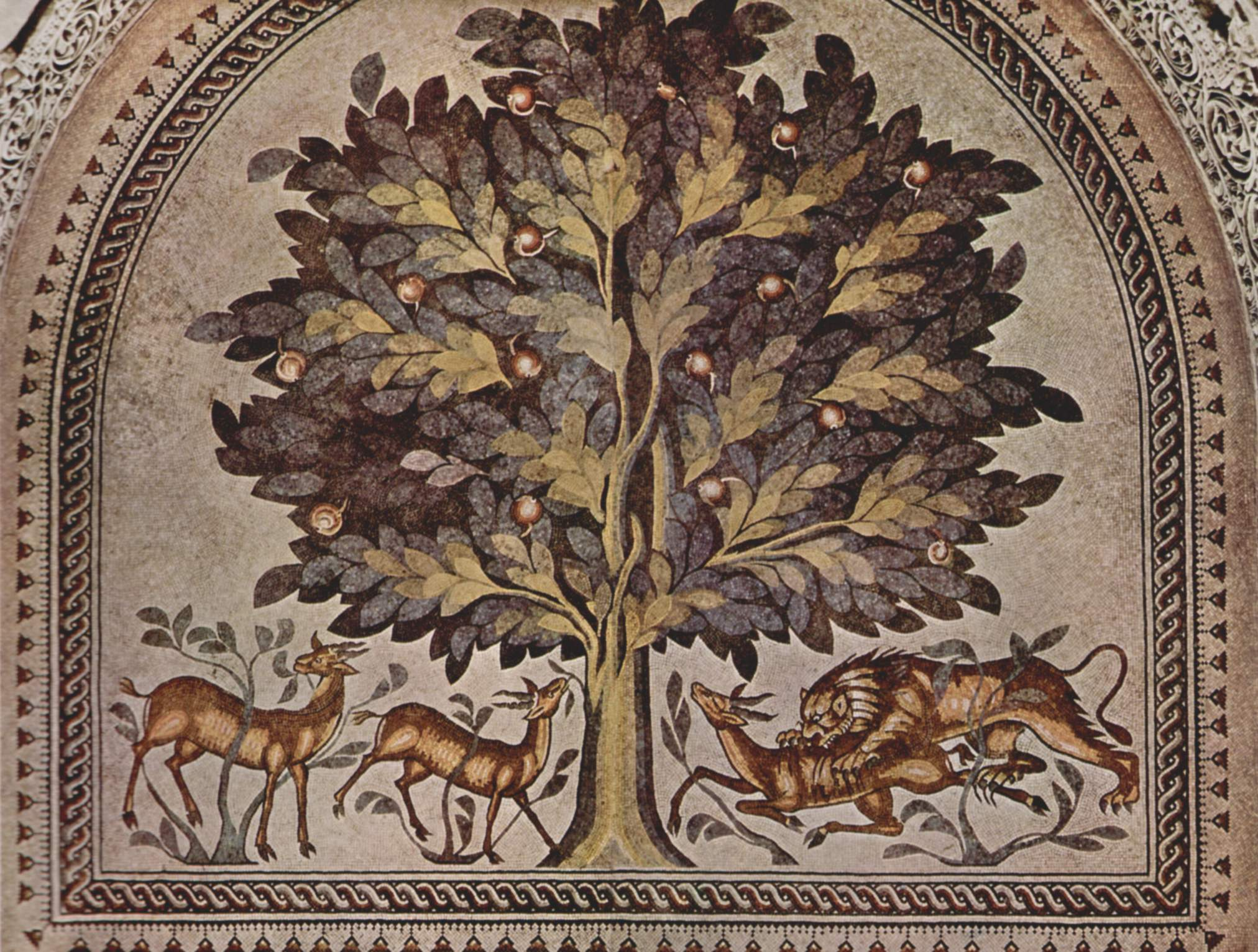
Mosaico en la sala de audiencias de la casa de baños del Palacio de Hisham a 5 km de Jericó.

Los omeyas son conocidos por sus castillos del desierto, algunos nuevos y otros adaptados de fuertes anteriores. El más grande es Qasr al-Hayr al-Sharqi. Los palacios fueron simbólicamente defendidos por muros, torres y puertas. En algunos casos, las paredes exteriores llevaban frisos decorativos. Los palacios tenían una casa de baños, una mezquita y un castillo principal. La entrada al castillo generalmente estaba elaborada con decoraciones. Las torres a lo largo de las paredes a menudo tenían apartamentos con tres o cinco habitaciones. Estas habitaciones eran simples, lo que indica que eran poco más que lugares para dormir. Algunas veces tenían un segundo piso con salas de reuniones formales y departamentos oficiales.
La apariencia de fortaleza era engañosa. Por lo tanto, Qasr Kharana parece tener flechas, cuando en realidad eran puramente decorativas. El plan parecido a una fortaleza se derivó de los fuertes romanos construidos en Siria, y la construcción siguió principalmente los métodos sirios anteriores con algunos elementos bizantinos y mesopotámicos. Los baños se derivan de modelos romanos, pero tenían habitaciones más pequeñas con calefacción y habitaciones ornamentadas más grandes que presumiblemente se habrían utilizado para el entretenimiento. Los palacios o castillos tenían mosaicos de piso y frescos o pinturas en las paredes, con diseños que muestran influencias tanto orientales como occidentales. Un fresco en el baño de Qusair Amra representa a seis reyes. Las siguientes inscripciones en árabe y griego identifican a los primeros cuatro como los gobernantes de Bizancio, España (en ese momento visigoda), Persia y Abisinia. Las esculturas de estuco a veces se incorporaban en los edificios del palacio.
Qasr al-Hayr al-Sharqi está a unos 100 kilómetros (62 millas) al noreste de Palmira, en la carretera principal que va de Alepo a Irak. Se supone que ese gran recinto amurallado de 7 por 4 kilómetros se usaba para contener animales domésticos. Una madina amurallada, o ciudad, contenía una mezquita, una prensa de aceite de oliva y seis casas grandes. Cerca había un baño y algunas casas más simples. Según una inscripción fechada en 728, el califa proporcionó fondos significativos para su desarrollo. La construcción tenía un diseño mediterráneo de Antigüedad tardía, pero pronto se modificó. La madina originalmente tenía cuatro puertas, una en cada pared, pero tres pronto fueron amuralladas. El diseño básico era formal, pero los edificios a menudo no cumplían con el plan. La mayoría de los castillos del desierto fueron abandonados después de que los Omeyas cayeran del poder y permanecieron como ruinas.

Castillos del desierto
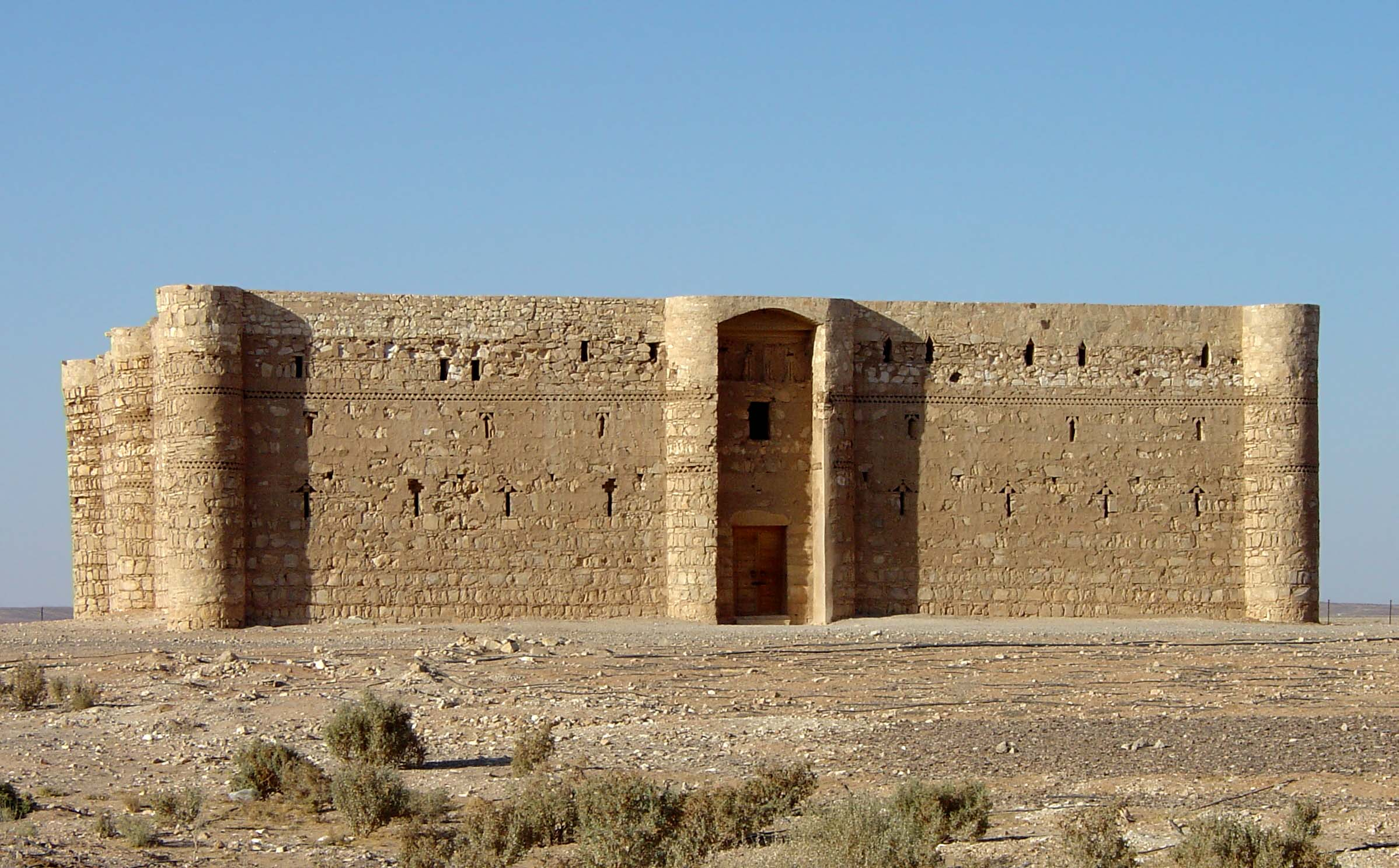
Qasr Kharana, Jordania
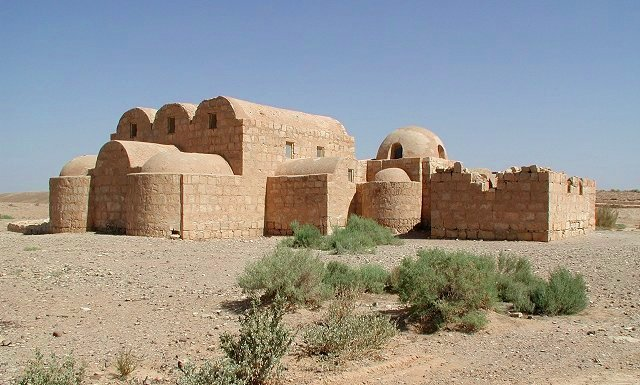
Qusair Amra, Jordania
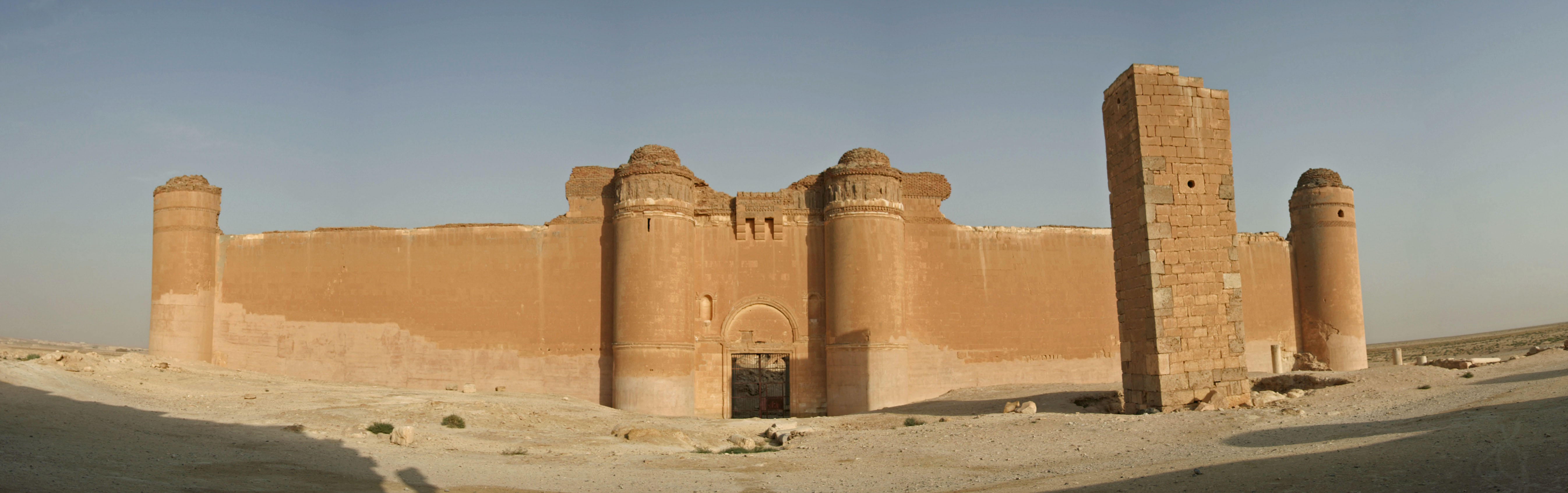
Qasr al-Hayr ash-Sharqi, Siria
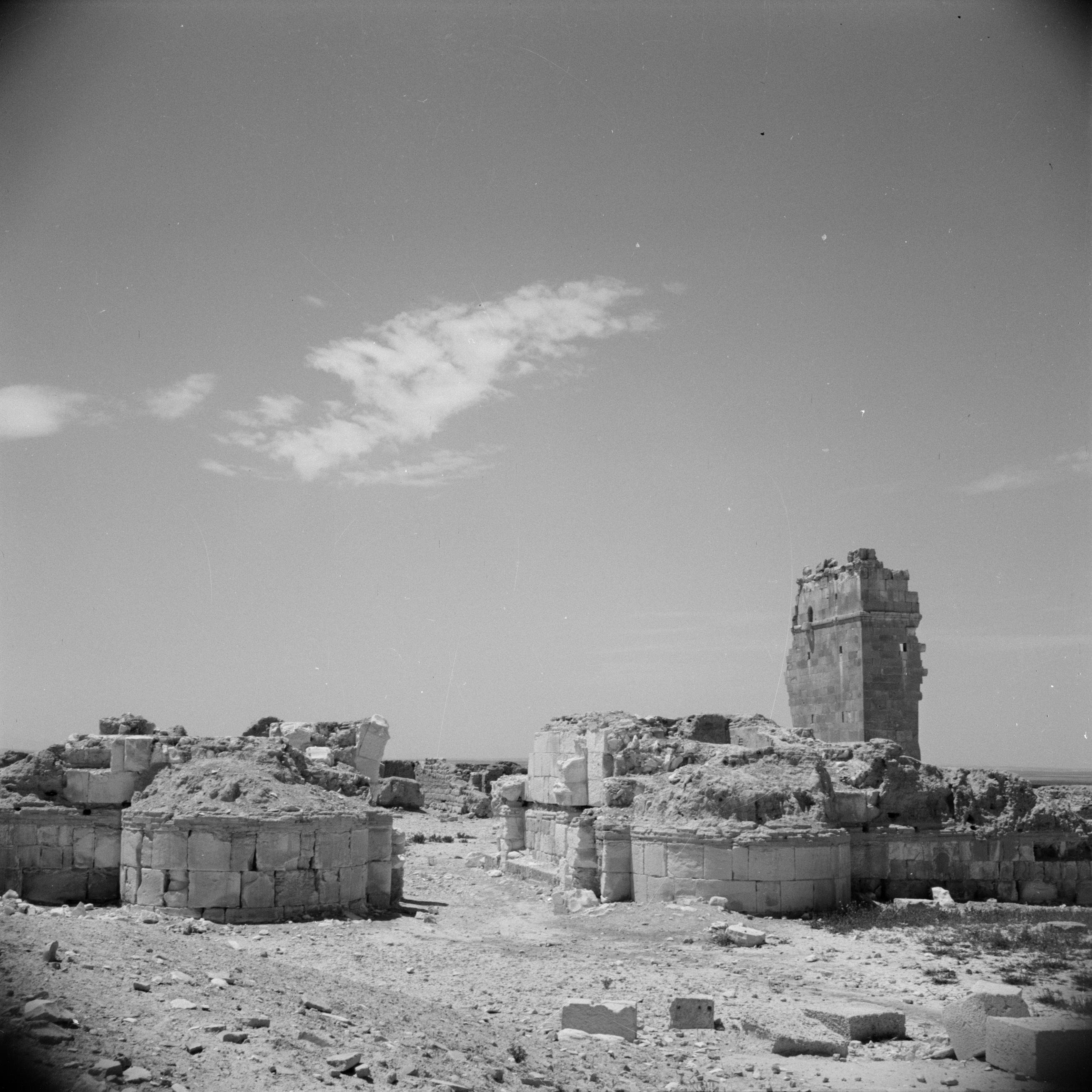
Qasr al-Hayr al-Gharbi, Siria (1950)
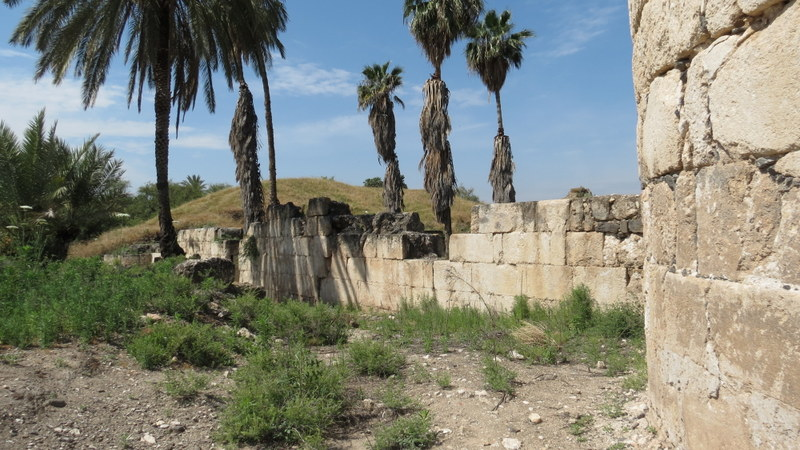
Qasr al-Minya, Israel
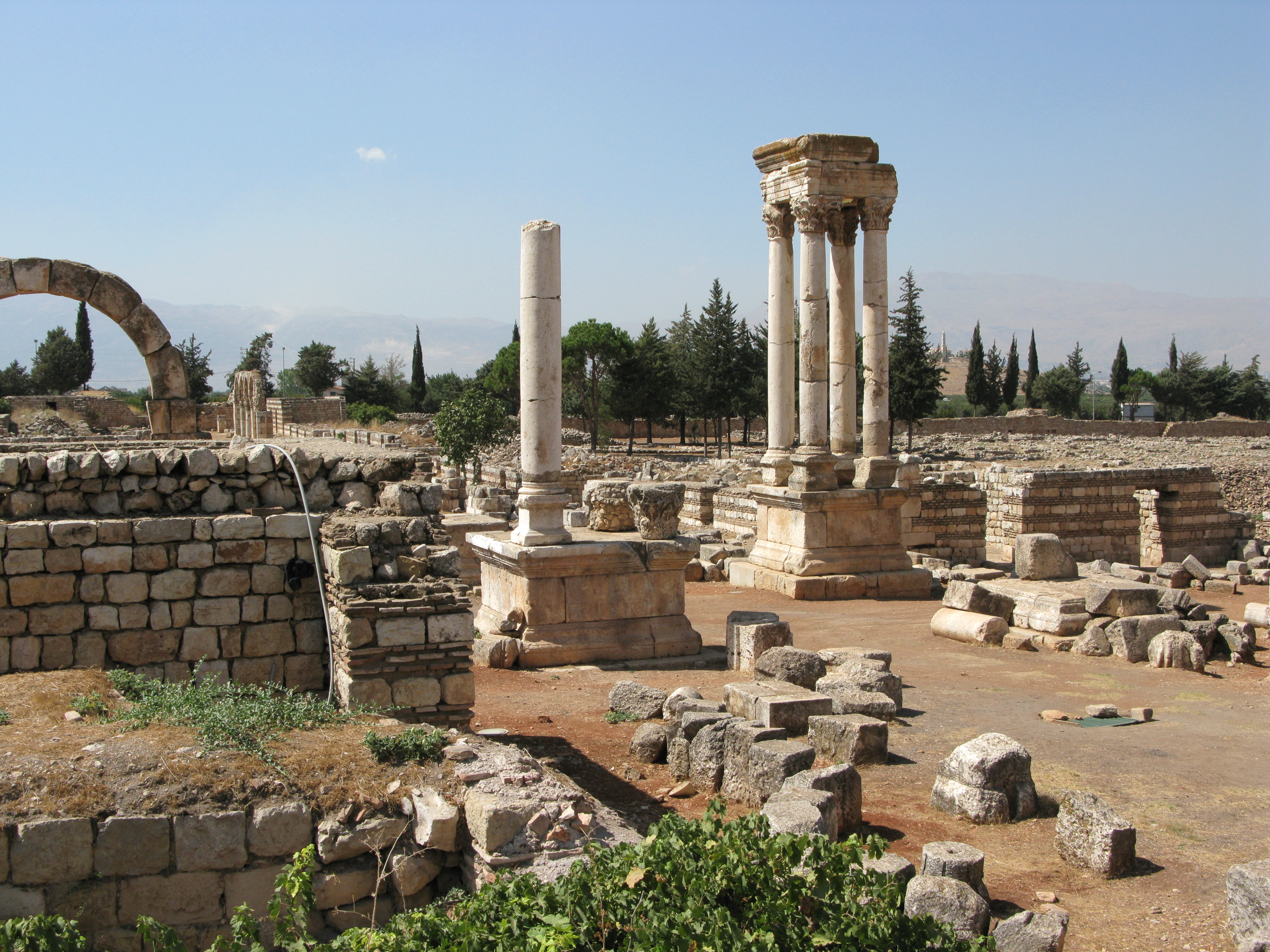
Anjar, ciudad omeya con qasr, Líbano

## Mezquitas
Las mezquitas fueron realizadas en algunas ocasiones de manera improvisada. En Irak, evolucionaron a partir de recintos cuadrados de oración. Las ruinas de dos grandes mezquitas omeyas han sido encontradas en Samarra, Irak. Una es de 73 por 48 m y la otra 213 por 135 metros. Ambos tenían diseños hipóstilos, con techos sostenidos por columnas elaboradamente diseñadas.
En Siria, los omeyas preservaron el concepto general de una corte rodeada de pórticos, con un santuario más profundo, que se había desarrollado en Medina. En lugar de hacer del santuario una sala hipóstila, como se hizo en Irak, lo dividieron en tres pasillos. Esto puede haberse derivado de la arquitectura de la iglesia, aunque todos los pasillos tenían el mismo ancho. En Siria, las iglesias se convirtieron en mezquitas al bloquear la puerta oeste y hacer entradas en la pared norte. La dirección de la oración estaba hacia el sur, hacia La Meca, por lo que el eje largo del edificio estaba en ángulo recto con la dirección de la oración.
Los Omeyas introdujeron un crucero que dividió la sala de oración a lo largo de su eje más corto. También agregaron el mihrab al diseño de la mezquita. La mezquita en Medina construida por Walid I tenía el primer mihrab, un nicho en la pared de la qibla, que parece haber representado el lugar donde estaba el Profeta cuando dirigía la oración. Esto casi de inmediato se convirtió en una característica estándar de todas las mezquitas. El minbar también comenzó a aparecer en mezquitas en ciudades o centros administrativos, una estructura de trono con connotaciones reales más que religiosas.

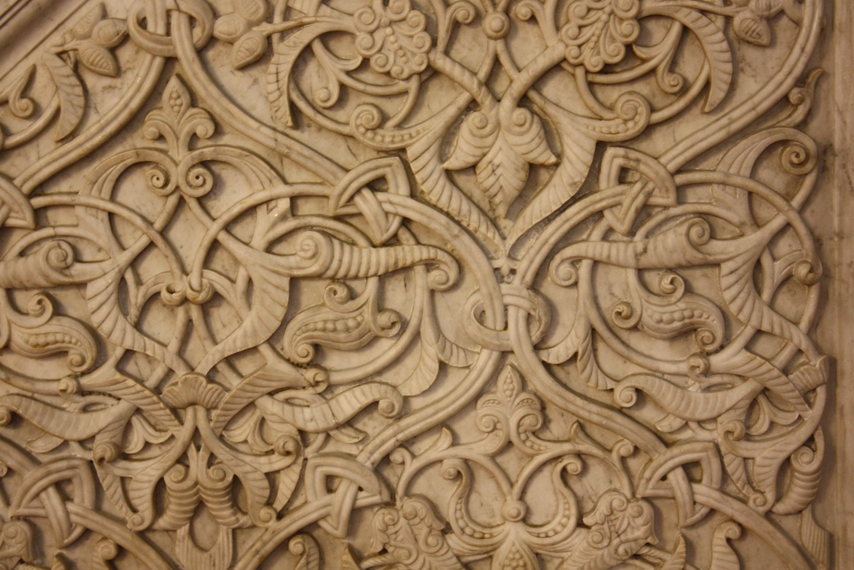
Piedra en relieve con decoración de arabesco en la Gran Mezquita de Damasco o Mezquita de los Omeyas.

La Gran Mezquita de Damasco fue construida por el califa Walid I alrededor de 706-715. La Mezquita de Al-Aqsa en Jerusalén puede haber sido la base del diseño. El diseño permanece sin cambios y parte de la decoración se ha conservado. La Gran Mezquita fue construida dentro del área de un temenos romano del primer siglo. Las paredes exteriores del edificio anterior, una vez un templo dedicado a Júpiter y más tarde una iglesia, se conservaron, aunque las entradas del sur estaban amuralladas y se hicieron nuevas entradas en la pared norte. El interior fue completamente reconstruido.
La mezquita de Damasco es rectangular, 157.5 por 100 metros, con un área cubierta de 136 por 37 metros y un patio de 122.5 por 50 metros rodeado por un pórtico. La sala de oración tiene tres pasillos paralelos a la pared de qibla, un arreglo muy común en las mezquitas omeyas en Siria. El minarete sobre la esquina suroeste es una de las torres de esquinas romanas originales, y es el alminar más antiguo en el islam. La corte sostiene un pequeño edificio octogonal sobre columnas. Este era el tesoro de los musulmanes, quizás el único simbólico, que tradicionalmente se guardaba en la mezquita principal de una ciudad. Las paredes de la mezquita estaban decoradas con mosaicos, algunos de los cuales han sobrevivido, incluido uno que representa las casas, los palacios y el valle del río de Damasco. Las rejas de la ventana de mármol en la gran mezquita, que difunden la luz, se trabajaron en patrones de círculos y cuadrados entrelazados, precursores del estilo arabesco que se convertiría en característica de la decoración islámica.
La Gran Mezquita de Damasco sirvió de modelo para las mezquitas posteriores. Disposiciones similares, reducidas, se han encontrado en una mezquita excavada en Tiberíades, en el Mar de Galilea, y en una mezquita en el palacio de Khirbat al-Minya. El plano de la Mezquita Blanca en Ramla difiere en su forma, y la sala de oración está dividida en solo dos pasillos. Esto puede explicarse por la construcción de cisternas subterráneas en el período abasí, causando que la estructura original se redujera.
La mezquita de Sidi Okba (sayyidi Okba ibn nafi) de Biskra Argelia) pertenece a un gran complejo construido alrededor de la tumba del gobernador de Ifriqiya 'Uqba ibn Nafi' (fallecido el 683). Esta mezquita es una de las más antiguas de África del Norte, ilustra el estilo de Medina. Con el tiempo se convirtió en un centro cultural de radiación y culto que formó brillantes eruditos del mundo musulmán. Su plano fue inspirado por la primera mezquita construida en Medina. Las siete naves paralelas a la pared de la qibla incluyen siete nichos. Esta disposición transversal, implementación al período omeya, no se únicamente la más antigua sino también la más adecuada para la oración musulmana. Los arcos de herradura semicircular mantenidos por lazos de madera caen sobre columnas hechas de troncos de palmeras. Es el único ejemplo del sistema de apoyo argelino, que sin duda proviene de Medina, pero también es común en Asia Central.

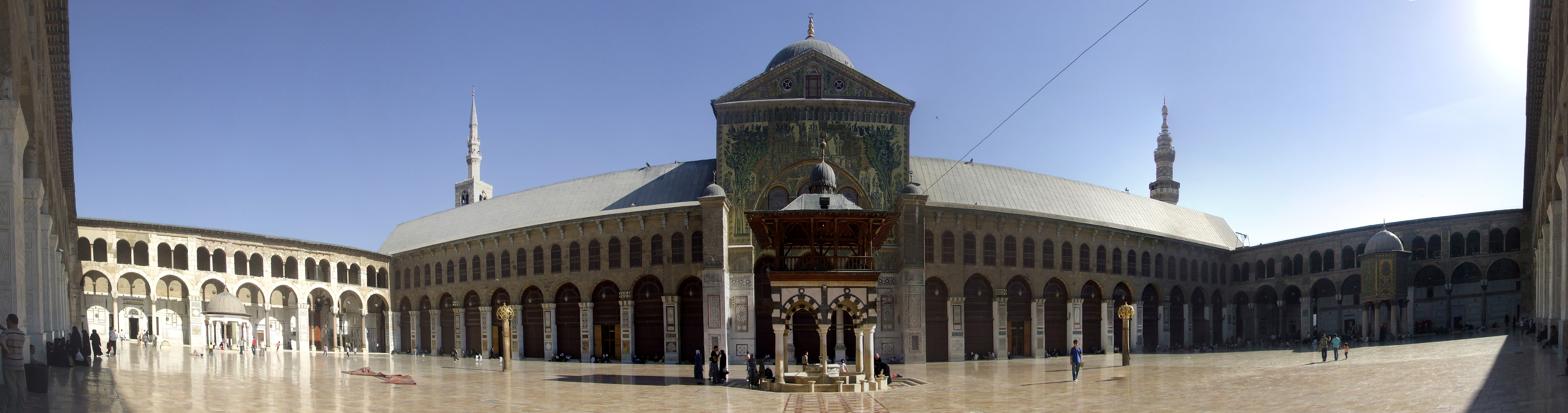
Patio porticado de la Mezquita de los Omeyas.

## Ejemplos notables

### Jordania
- Castillos del desierto
- Qusair Amra
- Qasr al-Hallabat
- Al-Muwaqqar
- Al-Qastal
- Qasr Hammam As Sarah
- Ciudadela de Amán Amán
- Qasr Kharana
- Qusair Mushatta
- Qasr Tuba

Ejemplos de la arquitectura omeya en Jordania
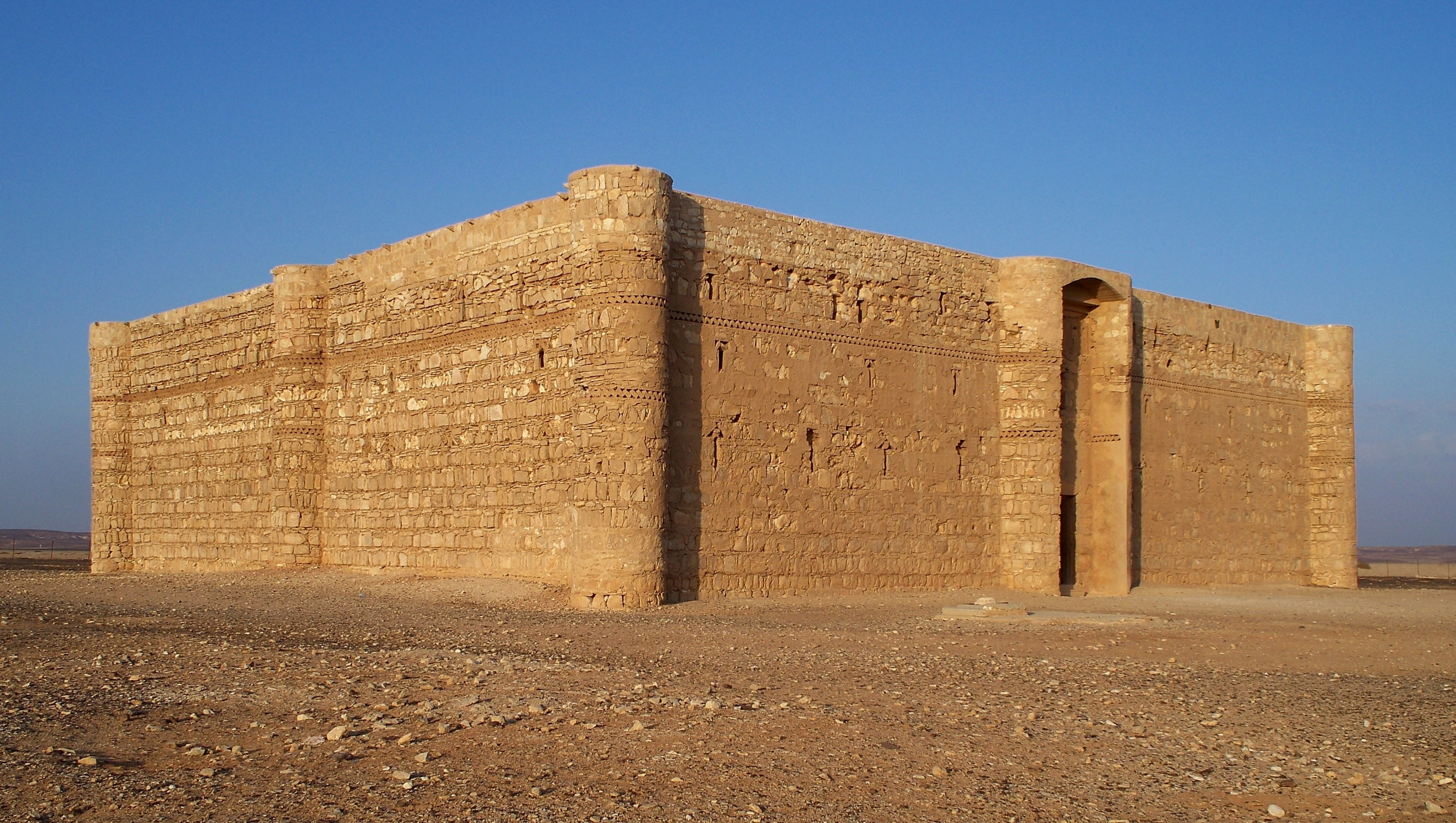
Qasr Kharana, Jordania.
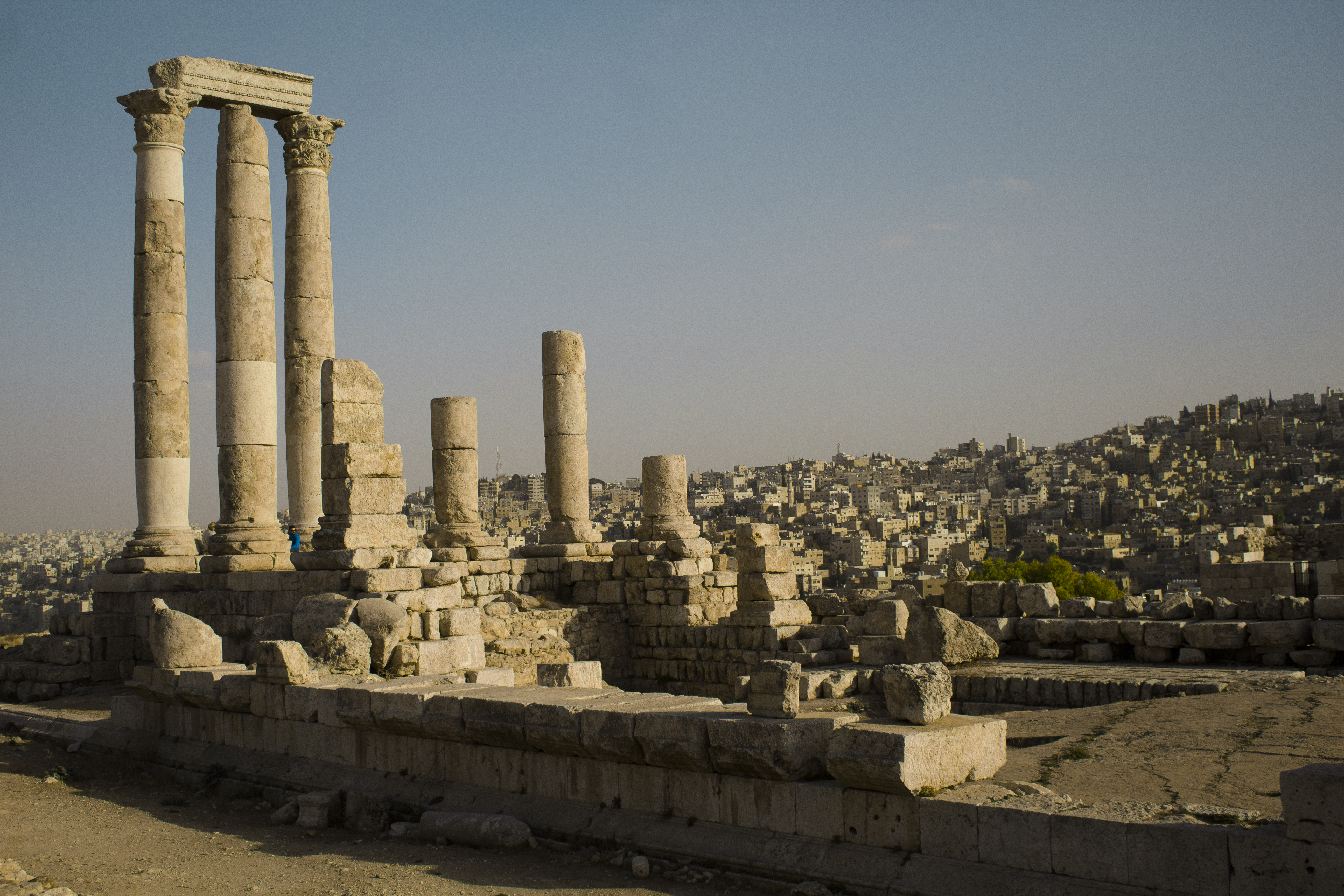
Ciudadela de Amán, Ammán
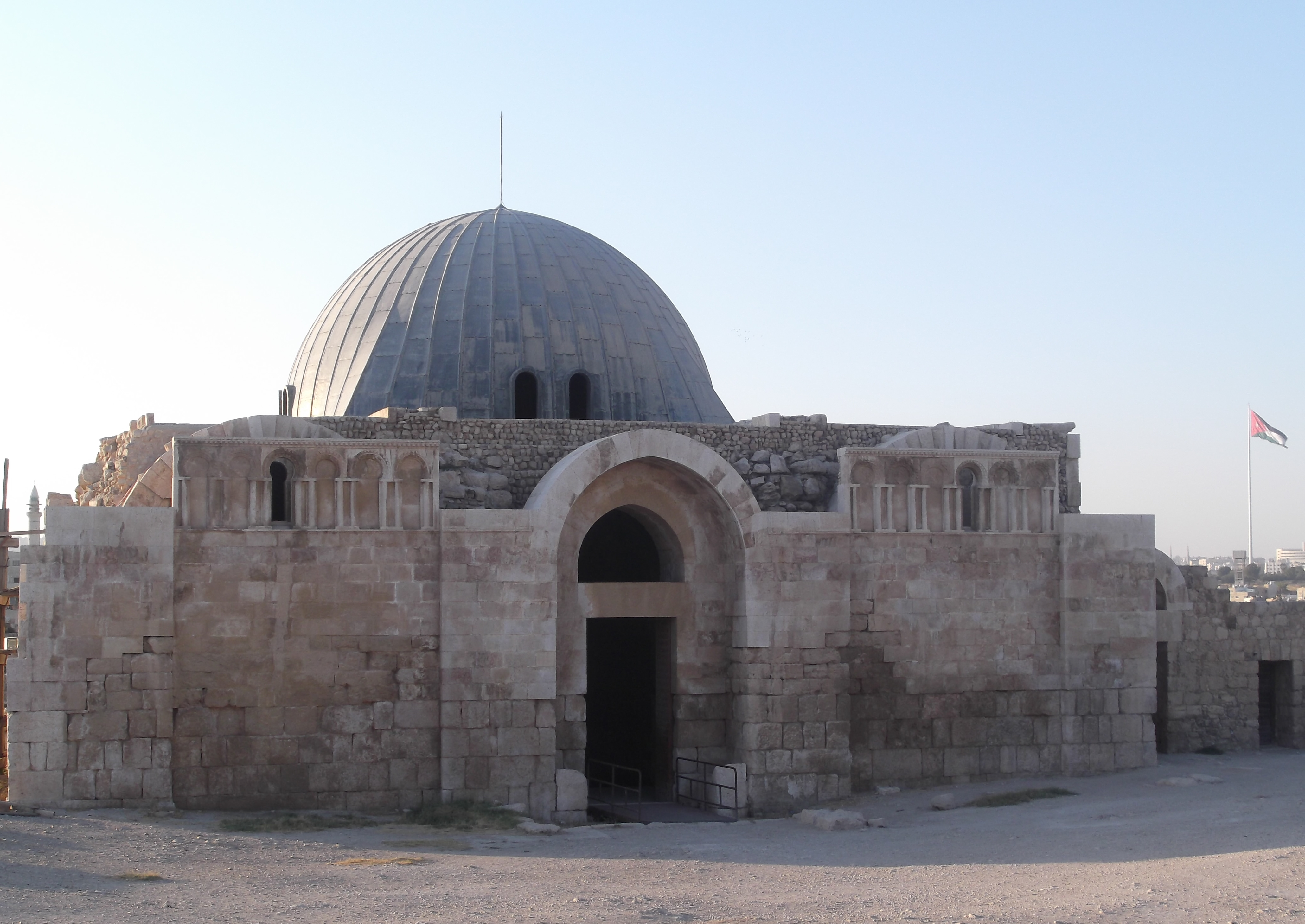
Palacio de los Omeya en Ammán
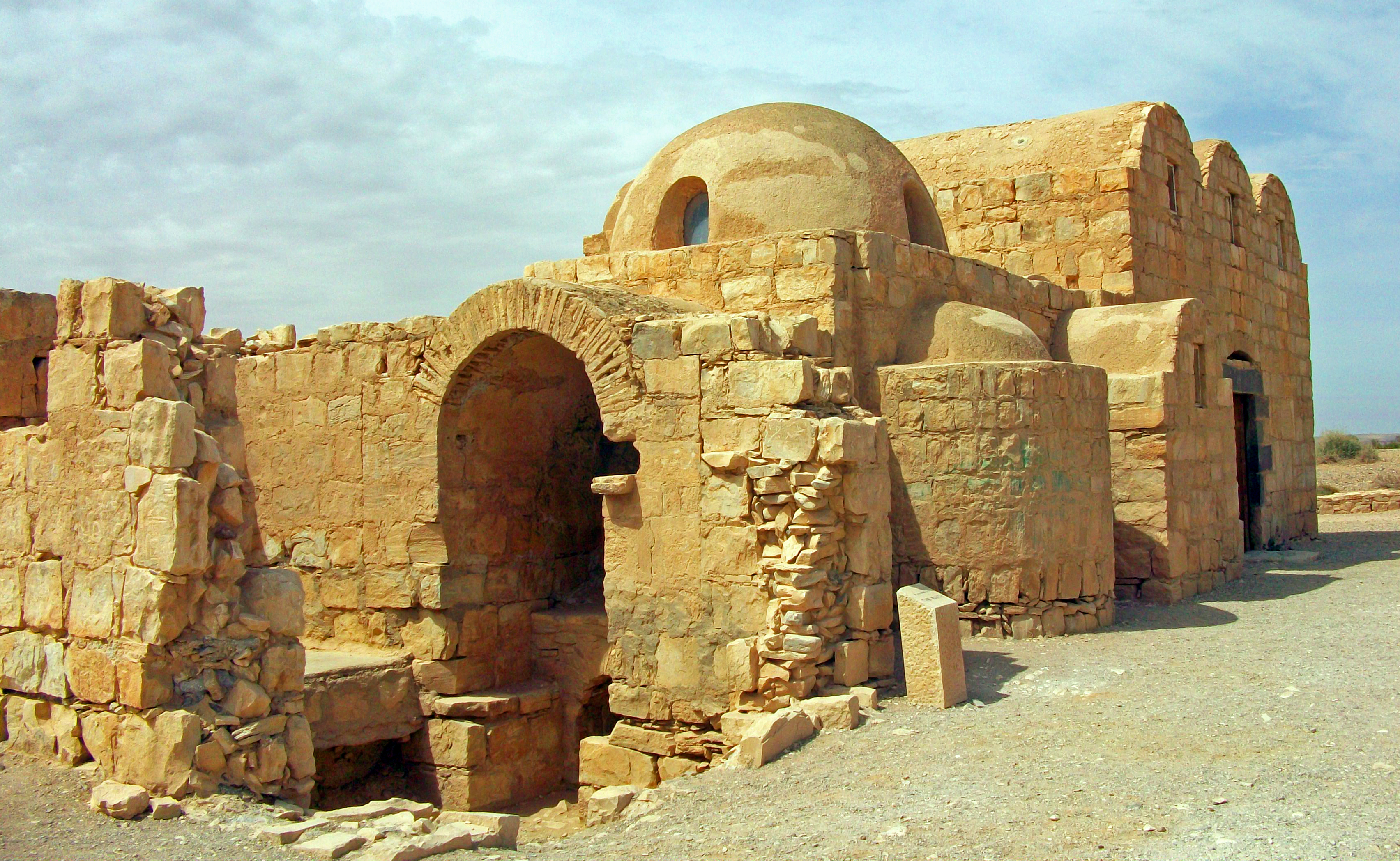
Qusair Amra, Jordania.

### Siria
- Mezquita Al-Omari, Bosra
- Mezquita de Ar-Rahman
- Gran Mezquita de Alepo
- Gran Mezquita de Hama
- Mezquita Mabrak an-Naqah, Bosra
- Qasr al-Hayr al-Gharbi
- Qasr al-Hayr al-Sharqi
- Mezquita de los Omeyas, Damasco

Ejemplos notables de la arquitectura omeya en Siria
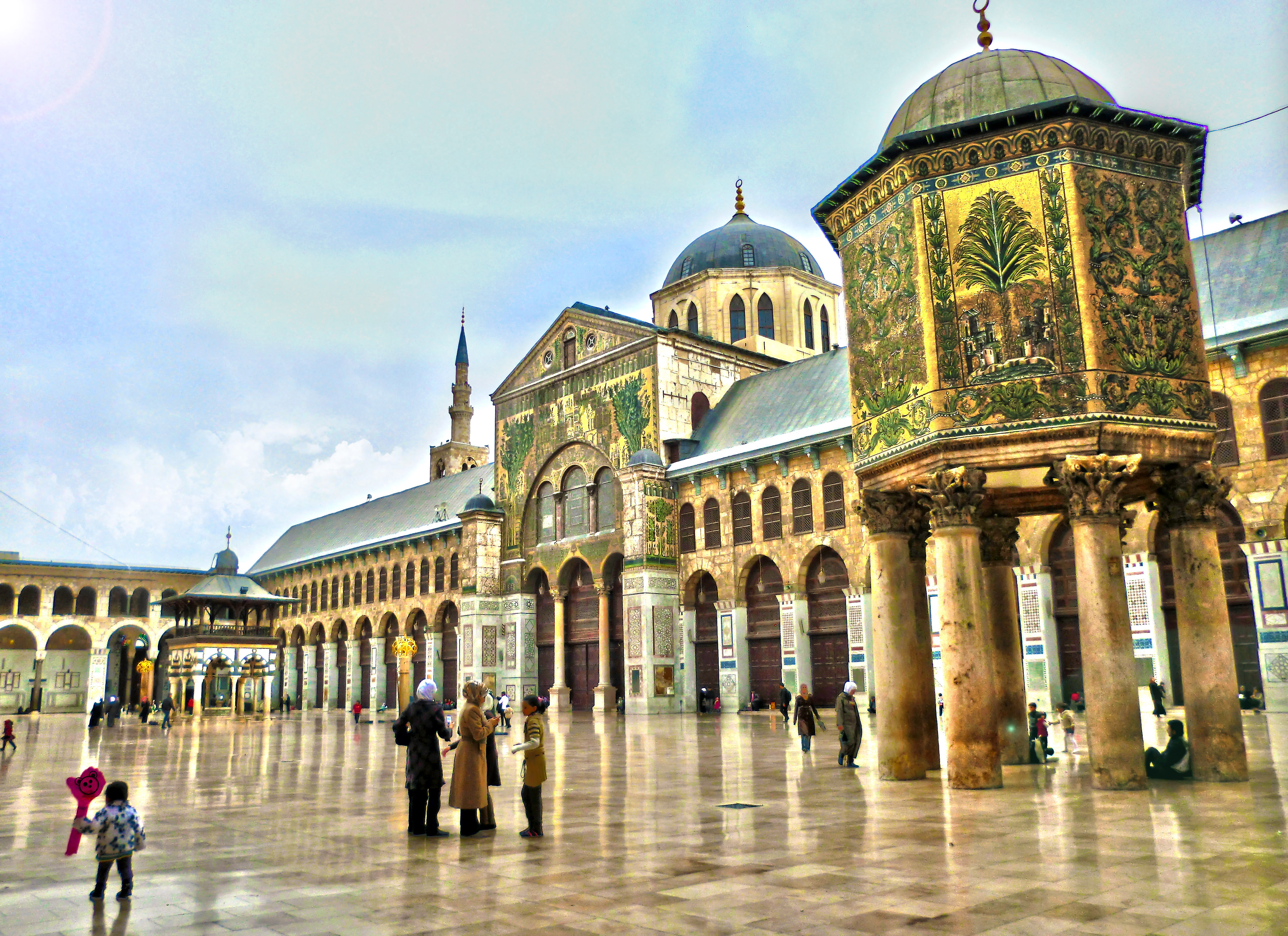
Mezquita de los Omeyas en Damasco.
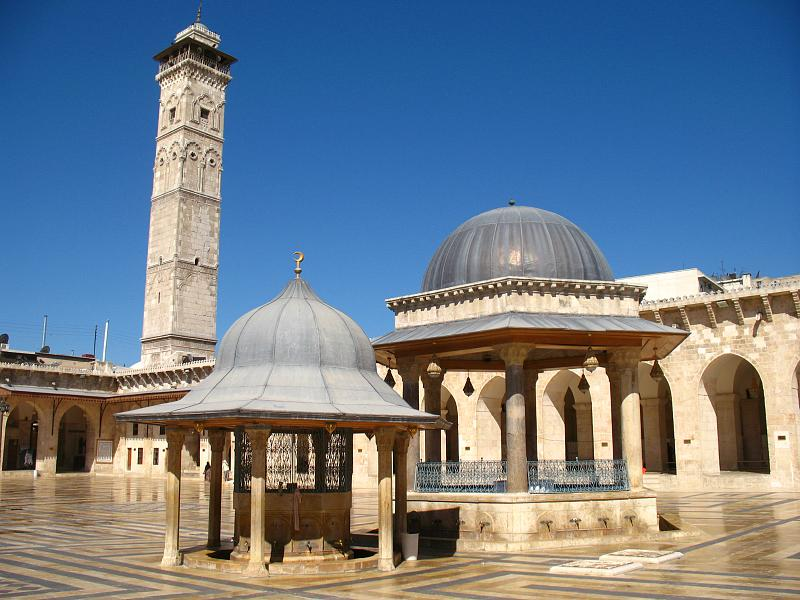
Gran Mezquita de Alepo después de su renovación, destruida en 2013.
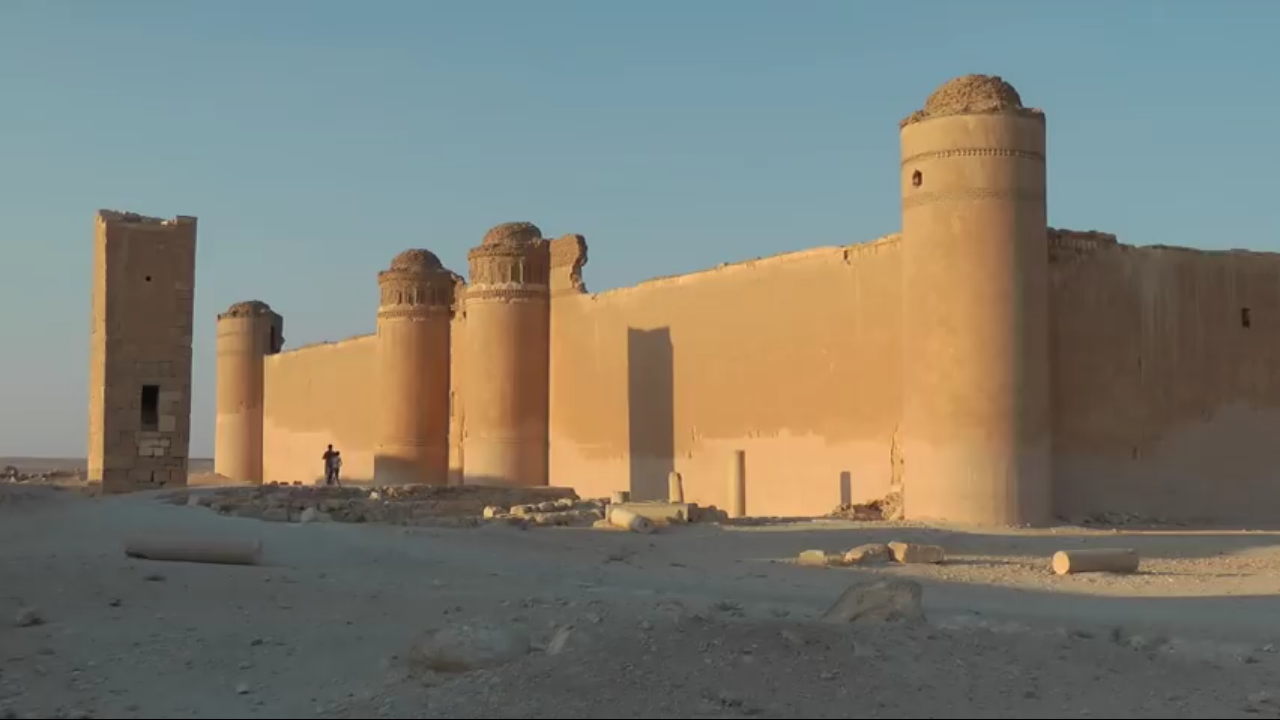
Qasr al-Hayr al-Sharqi ( 728-729), puesto de avanzada militar y de caza en el centro de Siria
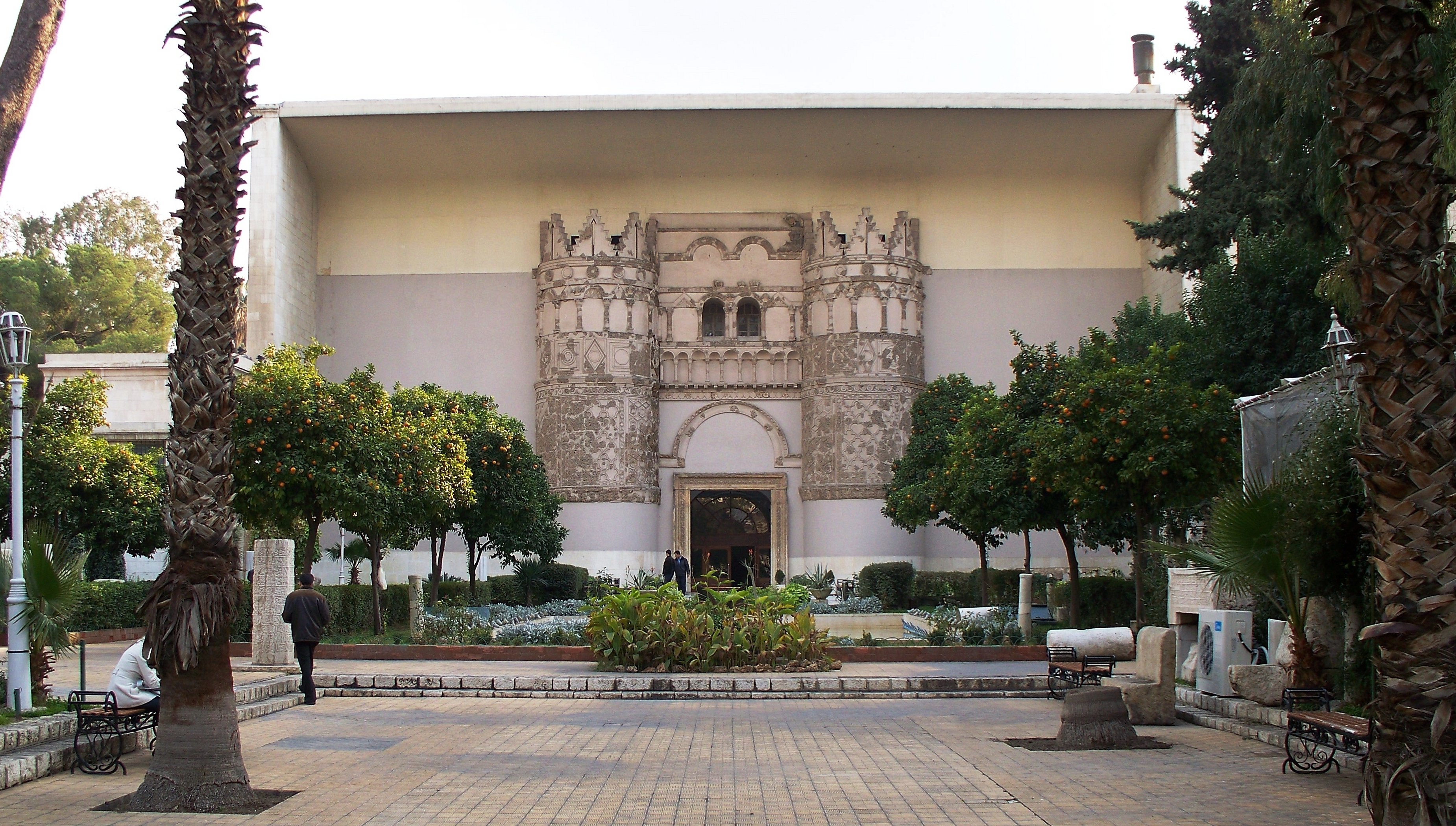
Puerta del palacio de Qasr al-Hayr al-Gharbi en el Museo Nacional de Damasco

### Israel / Palestina
- Mezquita de Al-Aqsa
- Al-Sinnabra
- Cúpula de la Roca, Jerusalén
- Cúpula de la Cadena, Jerusalén
- Palacio de Hisham
- Khirbat al-Minya
- Mezquita Blanca (Ramla)

Ejemplos notables de la arquitectura omeya en Israel / Palestina
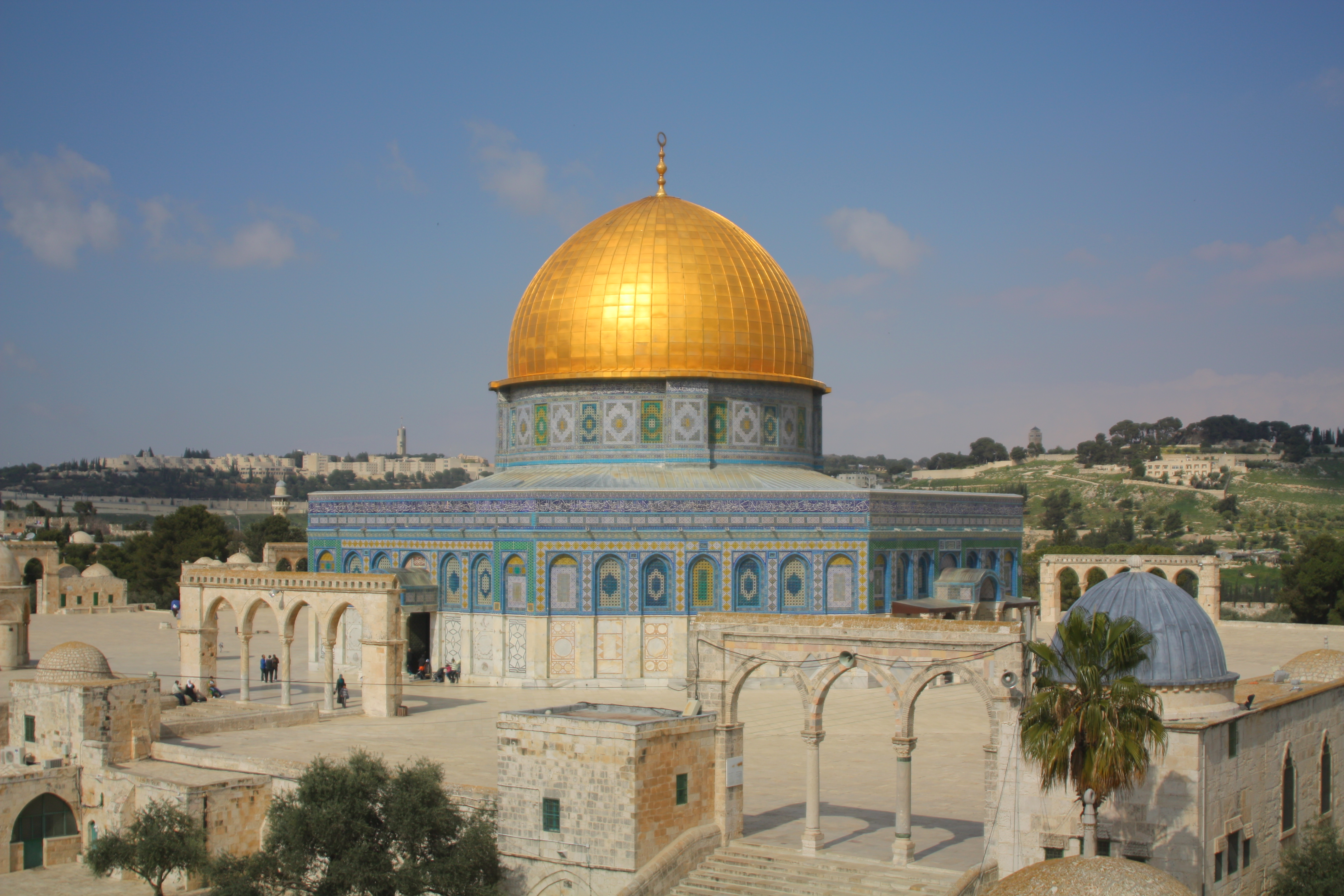
Cúpula de la Roca en Jerusalén.
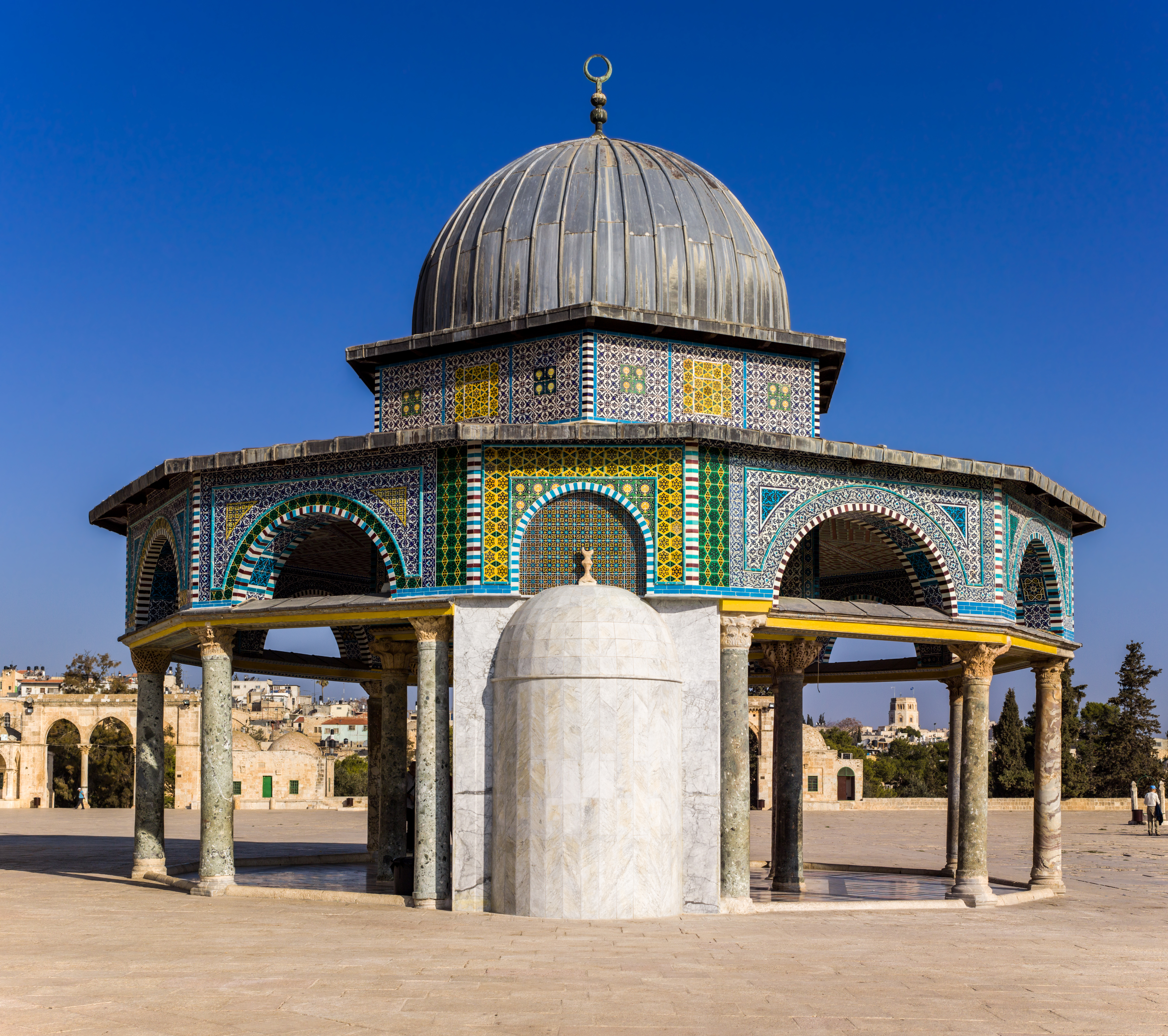
Cúpula de la Cadena, adyacente a la cúpula de la Roca
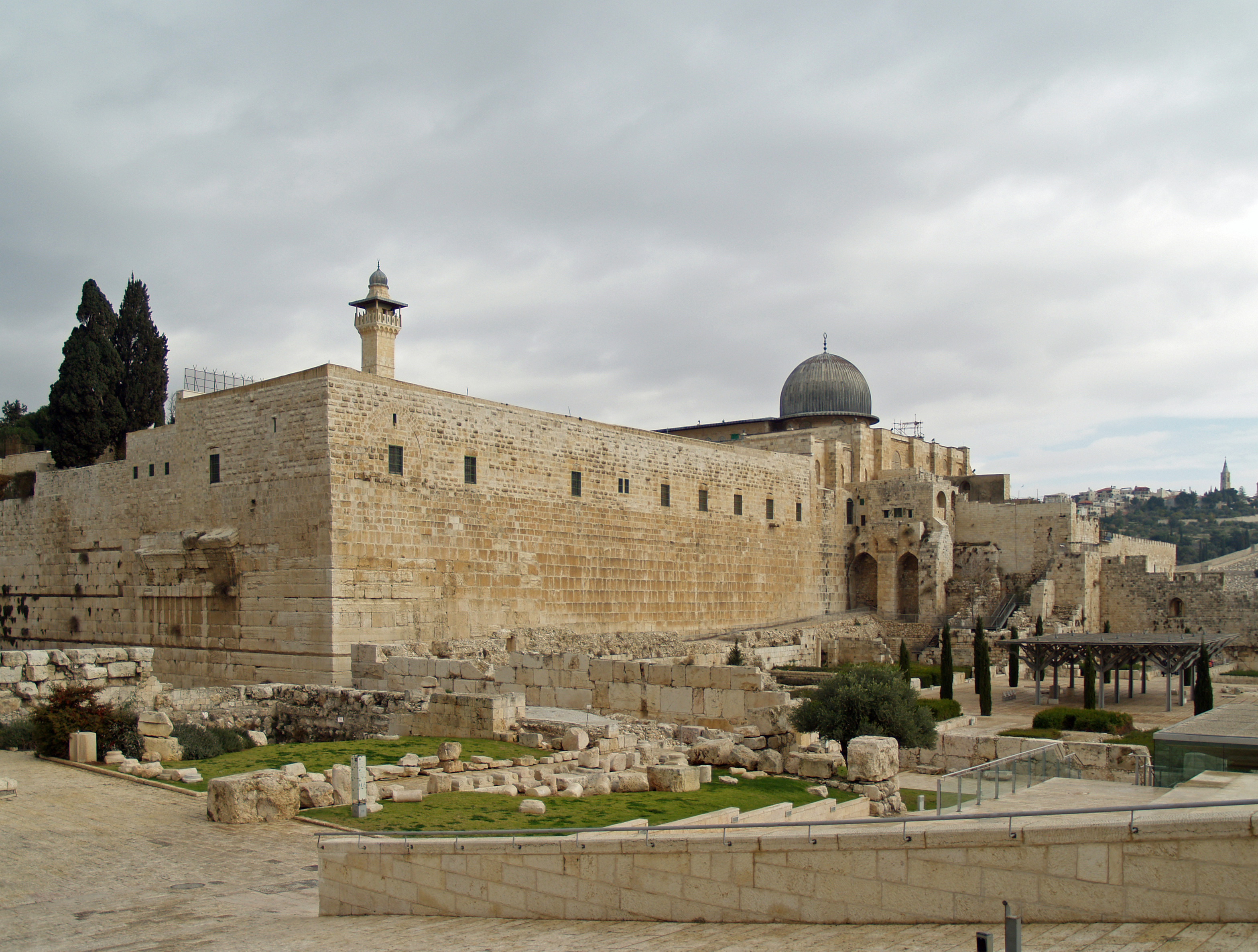
Mezquita de Al-Aqsa en Jerusalén.
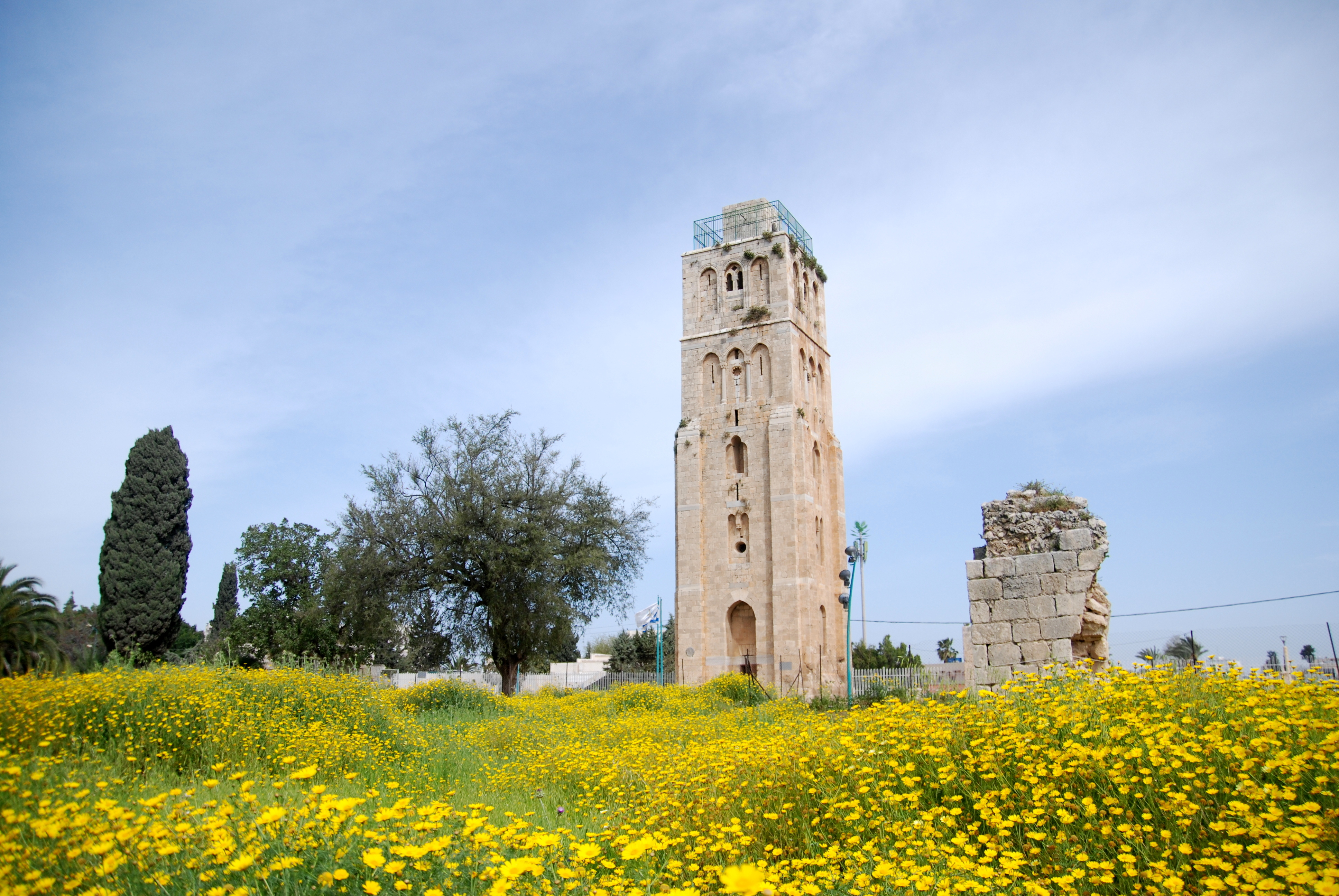
White Mosque, Ramla, Israel.

### Otros países
- Argelia: mezquita Sidi Okba (Biskra)
- Egipto: mezquita de Amr
- Líbano: ciudad de Anjar
- Arabia Saudita: mezquita del Profeta
- Túnez: Gran Mezquita de Kairuán
- Turquía: Masjid al-Hisn

Ejemplos notables de la arquitectura omeya
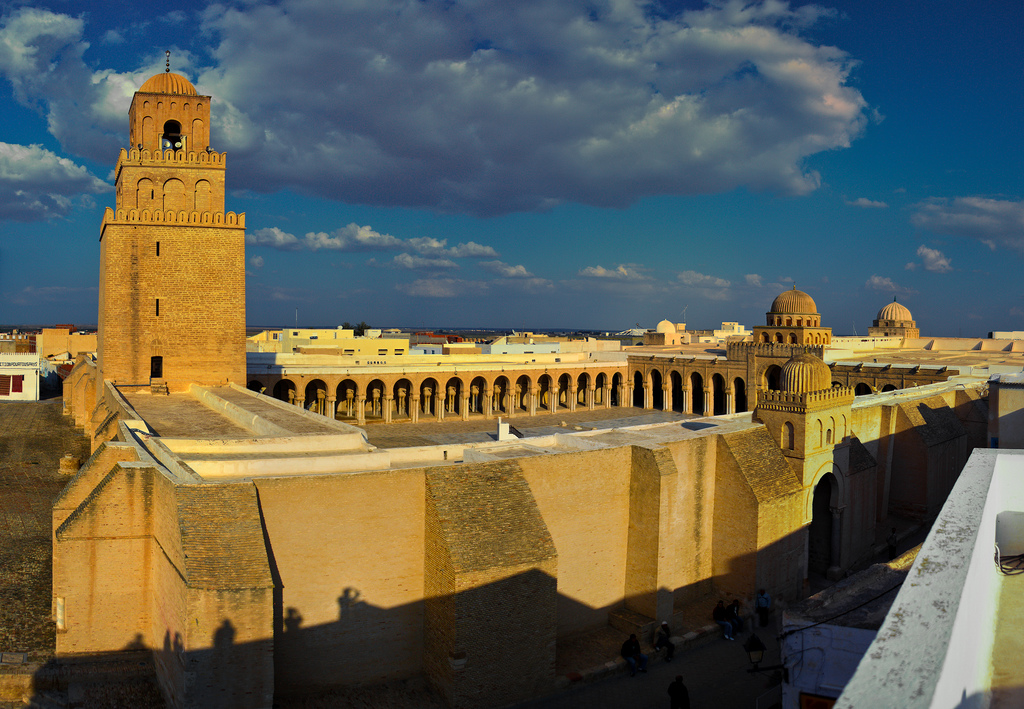
Gran Mezquita de Kairuán en Túnez.
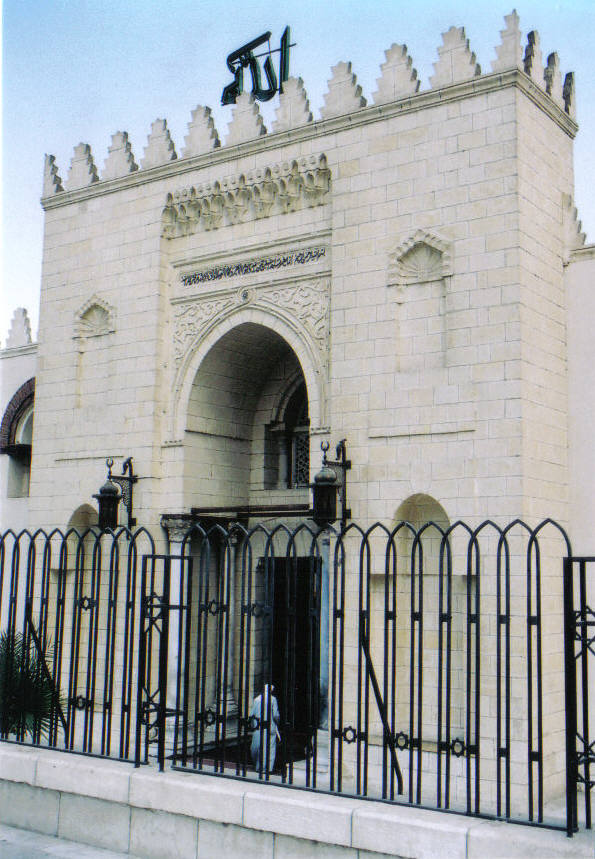
Mezquita de Amr en Fustat, El Cairo.
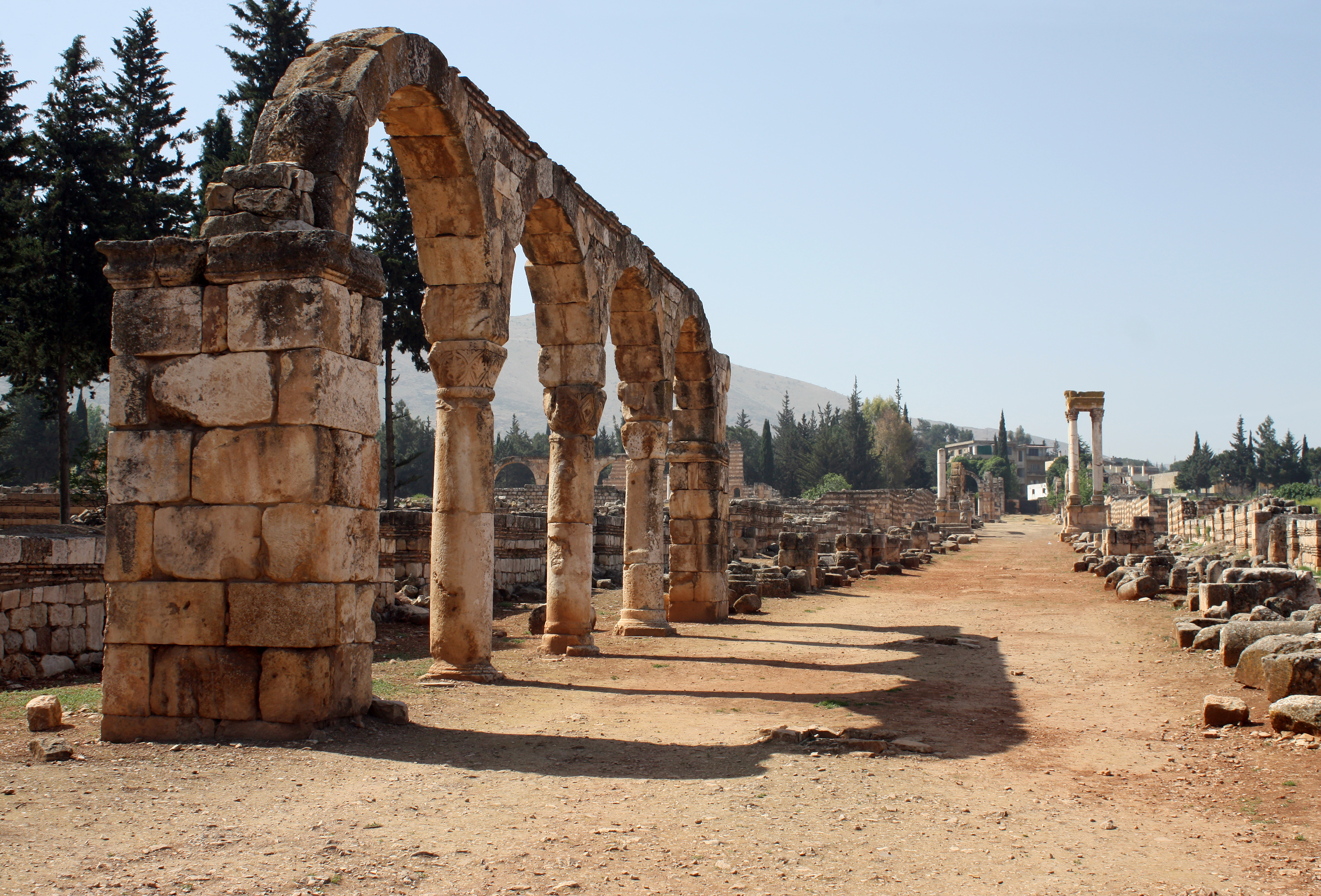
Ruinas de la ciudad de Anjar, Líbano